# 2017-es afrikai nemzetek kupája (döntő)
A 2017-es afrikai nemzetek kupája döntője február 5-én, európai idő szerint 20 órakor kezdődött Librevilleben a Stade d'Angondjé stadionban. A mérkőzés győztese Kamerun nyerte a 2017-es afrikai nemzetek kupáját és szerzett indulási jogot a 2017-es konföderációs kupára.

## A mérkőzés
| 2017. február 5. 20:00 |

| Egyiptom    | 1–2         | Kamerun                    |
| ----------- | ----------- | -------------------------- |
| en-Neni 22' | Jegyzőkönyv | N’Koulou 60' Aboubakar 89' |

| Stade d'Angondjé, Libreville Nézőszám: 39 250 Játékvezető: Janny Sikazwe (zambiai) |

| Egyiptom | Kamerun |

| GK                   | 1  | Eszám el-Hadari (csk) |       |     |
| RB                   | 3  | Ahmed el-Mohamedi     |       |     |
| CB                   | 6  | Ahmed Hegázi          |       |     |
| CB                   | 2  | Ali Gabr              |       |     |
| LB                   | 7  | Ahmed Fathi           |       |     |
| CM                   | 8  | Tarek Hamed           |       |     |
| CM                   | 17 | Mohamed en-Neni       |       |     |
| RW                   | 10 | Mohamed Szaláh        |       |     |
| AM                   | 19 | Abdallah Said         |       |     |
| LW                   | 21 | Trézéguet             |       | 66' |
| CF                   | 22 | Amr Warda             |       |     |
| Substitutions:       |    |                       |       |     |
| MF                   | 14 | Ramadán Szobhi        | 90+2' | 66' |
| Szövetségi kapitány: |    |                       |       |     |
| Héctor Cúper         |    |                       |       |     |

| GK                   | 1  | Fabrice Ondoa            |       |       |
| RB                   | 19 | Collins Fai              | 90+1' |       |
| CB                   | 5  | Michael Ngadeu-Ngadjui   |       |       |
| CB                   | 4  | Adolphe Teikeu           |       | 31'   |
| LB                   | 6  | Ambroise Oyongo          |       |       |
| CM                   | 15 | Sébastien Siani          |       |       |
| CM                   | 17 | Arnaud Djoum             |       |       |
| AM                   | 9  | Jacques Zoua             |       | 90+4' |
| RW                   | 13 | Christian Bassogog       | 90+4' |       |
| LW                   | 8  | Benjamin Moukandjo (csk) |       |       |
| CF                   | 18 | Robert Ndip Tambe        |       | 46'   |
| Substitutions:       |    |                          |       |       |
| DF                   | 3  | Nicolas N’Koulou         |       | 31'   |
| FW                   | 10 | Vincent Aboubakar        | 89'   | 46'   |
| MF                   | 14 | Georges Mandjeck         |       | 90+4' |
| Szövetségi kapitány: |    |                          |       |       |
| Hugo Broos           |    |                          |       |       |

| A mérkőzés legjobbja: Benjamin Moukandjo (Kamerun) Asszisztensek: Jerson Emiliano Dos Santos (Angola) Marwa Range (Kenya) Negyedik játékvezető: Daniel Bennett (Dél-Afrika) Ötödik játékvezető: Zakhele Siwela (Dél-Afrika) | A mérkőzés szabályai - 90 perc rendes játékidő. - Döntetlen esetén 30 perces hosszabbítás. - Ha ekkor is döntetlen az állás, akkor büntetőrúgások döntenek. - Maximum három cserelehetőség. |